# Sophie Lefranc-Duvillard
Sophie Lefranc-Duvillard, francoska alpska smučarka, * 5. februar 1971, Bourg-Saint-Maurice, Francija, † 22. april 2017.
Nastopila je na treh olimpijskih igrah, najboljšo uvrstitev je dosegla leta 1998 s petim mestom v veleslalomu. V dveh nastopih na svetovnih prvenstvih je najboljšo uvrstitev dosegla leta 1997 s petnajstim mestom v isti disciplini. V svetovnem pokalu je tekmovala sedem sezon med letoma 1992 in 1998 ter dosegla dve uvrstitvi na stopničke v veleslalomu. V skupnem seštevku svetovnega pokala je bila najvišje na 31. mestu leta 1998, ko je bila tudi sedma v veleslalomskem seštevku.
Njen mož Adrien Duvillard in tast Adrien Duvillard starejši sta bila prav tako alpska smučarja.